# 응아바이
응아바이시(베트남어: Thành phố Ngã Bảy / 城舖我𠤩)는 베트남 허우장성의 도시이다.

## 지리
- 동쪽으로 허우장성 비엔호아와 경계를 접한다.
- 서쪽으로 허우장성 풍히엡현과 경계를 접한다.
- 남쪽으로 허우장성 풍히엡현과 경계를 접한다.
- 북쪽으로 속짱성 께삭현과 경계를 접한다.

## 행정구역
4개의 방(坊)과 2개의 사(社)를 관할한다.

### 방
- 히엡러이 방 (Hiệp Lợi / 協利)
- 히엡타인 방 (Hiệp Thành / 協城)
- 라이히에우 방 (Lái Hiếu / 賴好)
- 응아바이 방 (Ngã Bảy / 我𠤩)

### 사
- 다이타인 사 (Đại Thành / 大城)
- 떤타인 사 (Tân Thành / 新城)